# Chad Ho
Chad Ho (Johannesburgo, 21 de junio de 1990) es un deportista sudafricano que compitió en natación, en la modalidad de aguas abiertas.
Ganó dos medallas en el Campeonato Mundial de Natación, oro en 2015 y bronce en 2009, en la prueba de 5 km.

## Palmarés internacional
| Campeonato Mundial | Campeonato Mundial | Campeonato Mundial | Campeonato Mundial |
| Año                | Lugar              | Medalla            | Prueba             |
| ------------------ | ------------------ | ------------------ | ------------------ |
| 2009               | Roma (Italia)      | Medalla de bronce  | 5 km               |
| 2015               | Kazán (Rusia)      | Medalla de oro     | 5 km               |